# Erik Amburger
Erik Amburger (* 4. August 1907 in Sankt Petersburg, Russisches Kaiserreich; † 6. November 2001 in Heuchelheim bei Gießen) war ein deutscher Osteuropahistoriker.

## Leben
Erik Amburger wuchs in einer deutschstämmigen Familie im russischen Sankt Petersburg auf. Seine Eltern waren der Arzt Nikolai Amburger und dessen Ehefrau Gerda, geborene Schottländer. Seine väterliche Familie war schon lange eng mit dem russischen Wirtschaftsleben verbunden, auch die mütterlichen Verwandten wirkten bereits seit Jahrzehnten in der russischen Industrie. Von 1914 bis 1918 besuchte Amburger die Katharinenkirche-Schule in Petrograd. Nach der Oktoberrevolution musste er 1918 mit Mutter und Geschwistern seine Heimatstadt verlassen. Der Vater blieb dort und verstarb 1920 infolge einer Seuchenerkrankung. 1918 bis 1920 besuchte Amburger die Ritter- und Domschule zu Reval, von 1920 bis zum Abitur 1926 das Humanistische Gymnasium in Heidelberg.
1926 begann Amburger sein Studium der Geschichte an der Universität Heidelberg. 1927 setzte er sein Studium in Berlin fort, wo er am 14. Oktober 1933 mit der Schrift Rußland und Schweden 1762–1772 zum Dr. phil. promoviert wurde. Da er wegen jüdischer Vorfahren nicht in den öffentlichen Dienst übernommen wurde, beschäftigte ihn Karl Stählin bis 1938 als Privatassistent für den Abschluss der Geschichte Rußlands.
Nach Kriegsdienst bei der Wehrmacht und anschließender sowjetischer Gefangenschaft von 1939 bis zum September 1945 lebte und arbeitete Amburger in Berlin. Von 1946 bis 1948 war er am Institut für Slavistik der Deutschen Akademie der Wissenschaften angestellt, von 1948 bis 1950 Leiter der Publikationsstelle Akademie-Jubiläum, von 1950 bis 1953 Mitarbeiter der Leibniz-Ausgabe und wurde 1953 wegen der Weigerung, nach Ostberlin umzuziehen, entlassen.
Von 1953 bis 1957 war Amburger Stipendiat der Deutschen Forschungsgemeinschaft. 1957 erhielt er eine  Stelle an der Universität Gießen, zunächst bei der Kommission zur Erforschung der Agrar- und Wirtschaftsverhältnisse des europäischen Ostens, seit 1960 als Akademischer Rat am Institut für kontinentale Agrar- und Wirtschaftsforschung, seit 1968 als Akademischer Oberrat. 1962 wurde Amburger zudem ein Lehrauftrag an der Universität Marburg erteilt, dort wurde er 1968 auch zum Honorarprofessor im Fachbereich Geschichtswissenschaft ernannt. 1972 wurde er pensioniert.
Seit 1956 war Amburger ordentliches Mitglied, seit 1987 Ehrenmitglied der Baltischen Historischen Kommission.
Verheiratet war Erik Amburger mit der Klassischen Archäologin Eleni-Alexandra Amburger.

## Wirken
Zu Erik Amburgers Lebenswerk gehören viele Spezialuntersuchungen zur Geschichte einzelner deutschstämmiger Personen und Familien in Russland und im Baltikum.
So erschien 1961 beim Evangelischen Verlagswerk, Stuttgart, die Geschichte des Protestantismus in Russland und des Weiteren 1966 seine Geschichte der Behördenorganisation Rußlands von Peter dem Großen bis 1917, 1968 die Untersuchung über die Anwerbung ausländischer Fachkräfte für die Wirtschaft Rußlands vom 15. bis ins 19. Jahrhundert und 1980 das zweibändige Werk über Ingermanland als russische Provinz. Wesentlich trug er auch zum Zustandekommen des von Wilhelm Lenz 1970 herausgegebenen Deutschbaltischen Biographischen Lexikons 1710–1960 bei.
Zeit seines Lebens sammelte er biographische Daten von in Russland lebenden Ausländern, die er in einer Kartei ablegte. Diese ist durch das Osteuropa-Institut (OEI) in eine Datenbank konvertiert worden. Zudem befinden sich die Kartei sowie seine Bibliothek, von der ein Teil inzwischen digitalisiert worden ist, im Bestand der Nachfolge-Institution des OEI, dem Leibniz-Institut für Ost- und Südosteuropaforschung.

## Veröffentlichungen (Auswahl)
- Die Behandlung ausländischer Vornamen im Russischen in neuerer Zeit (= Abhandlungen der Akademie der Wissenschaften und der Literatur. Geistes- und sozialwissenschaftliche Klasse. Jahrgang 1953, Band 7). Verlag der Akademie der Wissenschaften und der Literatur in Mainz (in Kommission bei Franz Steiner Verlag, Wiesbaden).
- Geschichte der Behördenorganisation Russlands von Peter dem Großen bis 1917. Leiden 1966 Digitalisat